# Sparkasse Hannover

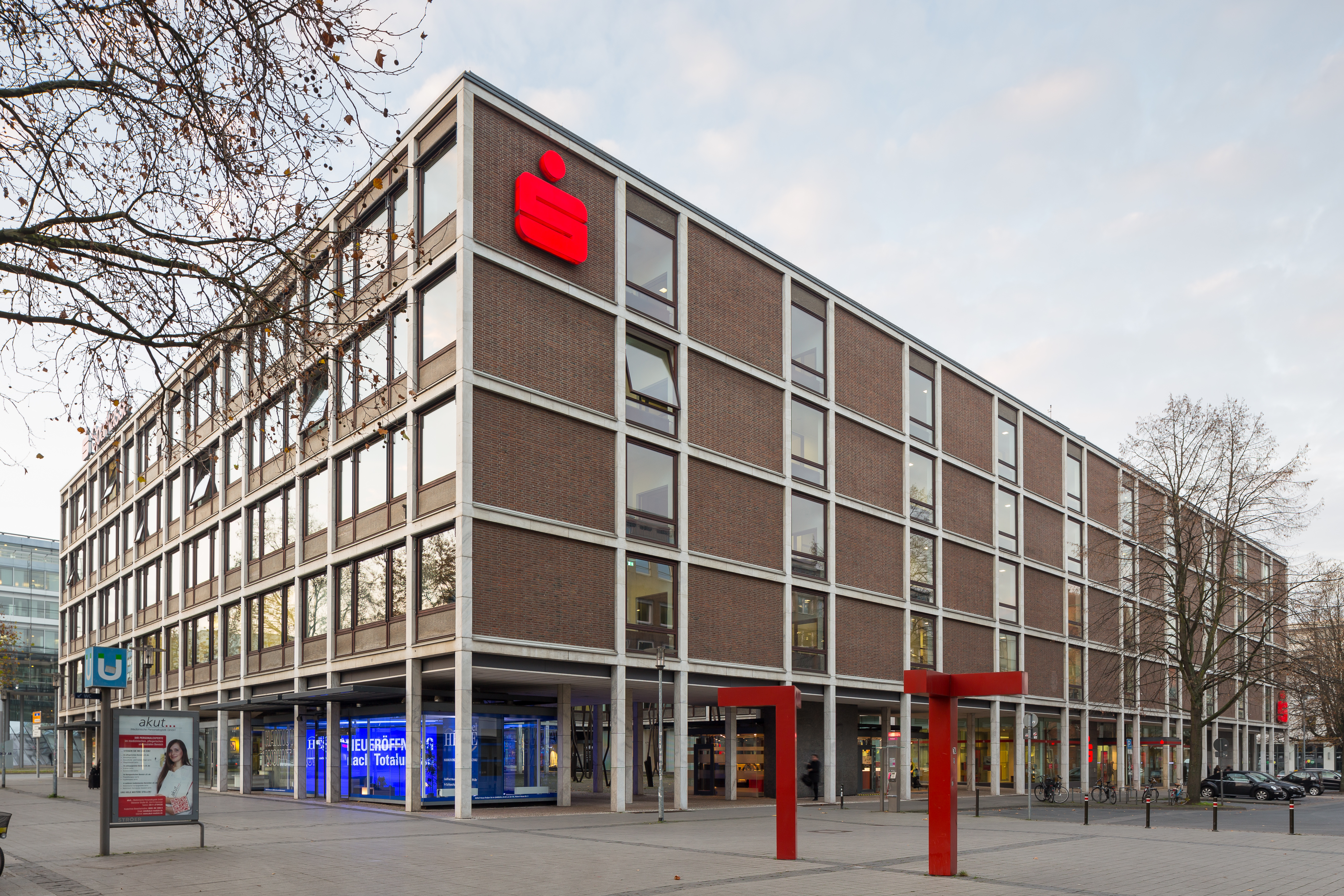
Ehemaliger Sitz am Aegidientorplatz 1

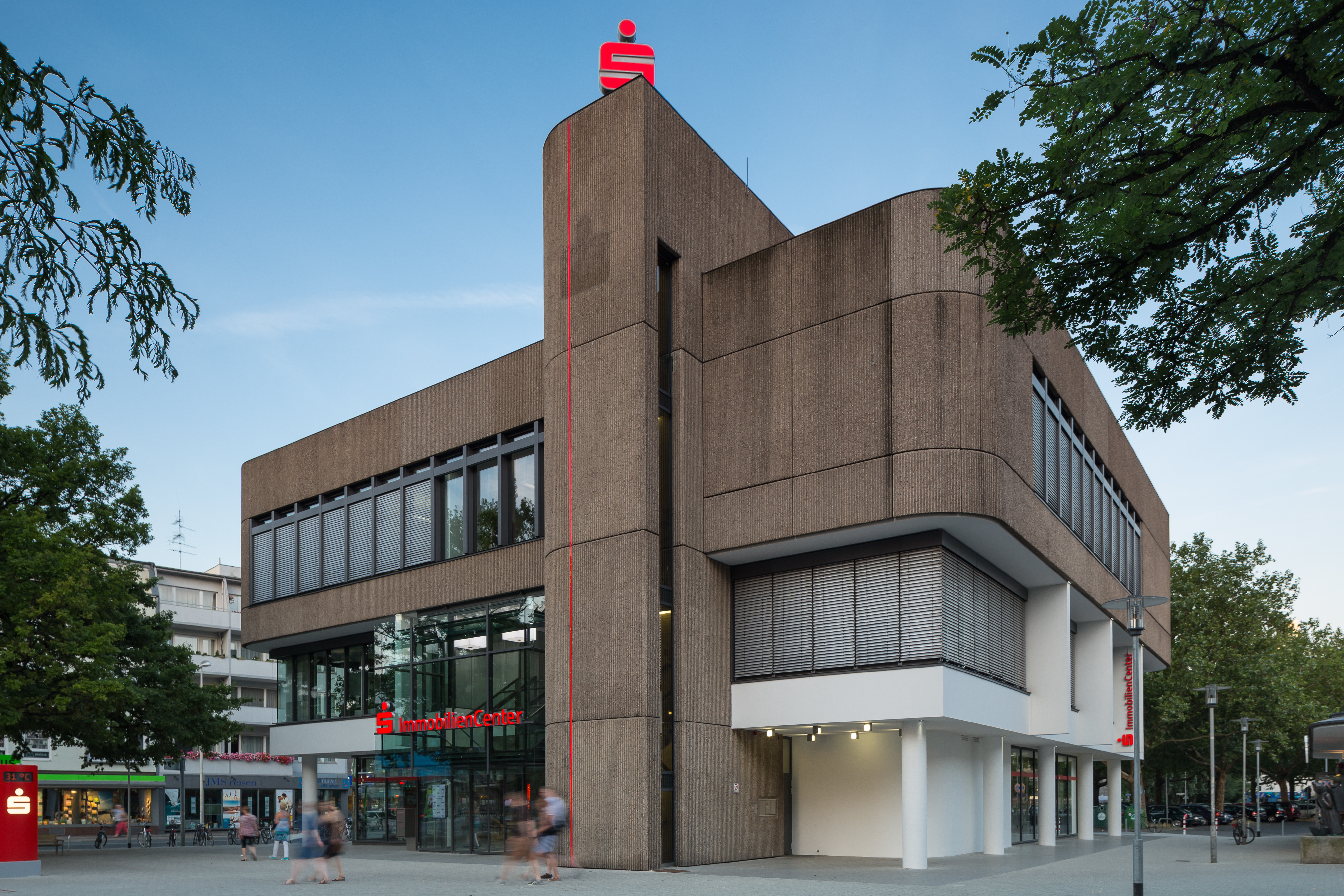
Geschäftsstelle Sparkasse Karmarschstraße

Die Sparkasse Hannover ist die sechstgrößte Sparkasse in Deutschland und hat ihren Sitz in Hannover in Niedersachsen. Ihr Geschäftsgebiet ist die Region Hannover, zu der auch die Landeshauptstadt Hannover zählt. Im Jahr 2024 beschäftigte sie rund 2000 Mitarbeitende.

## Geschichte
Die Stadtsparkasse Hannover wurde 1823 als „Spar- und Leih-Casse in der Königlichen Residenzstadt Hannover“ gegründet und gehörte damit zu den ältesten Instituten in der deutschen Sparkassengeschichte. 1894 wurde die erste Zweigstelle eingerichtet, im Jahr 1897 entstand mit einer neuen Satzung die „Sparkasse der Königlichen Haupt- und Residenzstadt Hannover“. 1918 kam es zur Vereinigung mit der Lindener Sparkasse. Die Umbenennung in „Sparkasse der Hauptstadt Hannover“ erfolgte 1929. Im Jahr 1943 vereinigte sich die Sparkasse mit der Kapital- und Versicherungsanstalt. Sie wurde 1972 umbenannt in „Stadtsparkasse Hannover“ und hatte zu der Zeit 68 Zweigstellen, die neue Hauptstelle am Raschplatz in Hannover wurde 1977 eröffnet. Vorstandsvorsitzender war Kurt Fischer (* 1932), der seit 1966 dem Vorstand der Sparkassen Wuppertal und Hannover angehörte.
Die Kreissparkasse Hannover wurde ursprünglich im Jahr 1878 als „Spar-, Leih- und Vorschuß-Casse des Amts Hannover“ gegründet und 1885 umbenannt in „Sparkasse des Landkreises Hannover“. Im Jahr 1907 wurden erste „Annahmestellen“ eingerichtet. 1975 entstand dann die „Kreissparkasse Hannover“ durch Zusammenschluss mit den Kreissparkassen Burgdorf, Neustadt am Rübenberge und Springe. Die neue Hauptstelle am Aegidientorplatz wurde 1978 bezogen.
Ende 2001 schlossen sich Stadt- und die Kreissparkasse Hannover zum größten Finanzdienstleister der Region zusammen. Am 26. Juni 2002 unterzeichneten die Verwaltungsratsvorsitzenden Herbert Schmalstieg (Stadtsparkasse) und Michael Arndt (Kreissparkasse) den Fusionsvertrag für die erste deutsche Sparkasse, deren Träger eine Region ist. Am 1. Januar 2003 war die rechtliche Fusion zu einer der größten deutschen Sparkassen vollzogen. Die technische Zusammenführung der Bestände folgte im Oktober 2003.
Im Jahr 2015 bezog die Sparkasse ihren umgebauten Hauptsitz am Raschplatz. Dort wurden zunächst rund 700 Mitarbeiter untergebracht. Die bisherigen Standorte wurden aufgegeben.
Im Juli 2024 wurde bekannt, dass die Sparkasse Hannover aufgrund des Fachkräftemangels bei der Stadtsparkasse Wunstorf Unterstützung leistet und bis Ende September 2024 die Möglichkeit einer Fusion prüft, bevor die Verwaltungsräte darüber entscheiden.

### Gebäude
Der kubistische Baustil und die graue Fassade des Bürogebäudes an der Karmarschstraße ist dem Architekturstil des Brutalismus zuzuordnen. Der Bau aus großen Sichtbetonflächen wurde 1973 errichtet und 2010 behutsam modernisiert.

## Sparkassen-Finanzgruppe
Die Sparkasse Hannover ist Teil der Sparkassen-Finanzgruppe und gehört damit auch ihrem Haftungsverbund an. Er sichert den Bestand der Institute und sorgt dafür, dass sie auch im Fall der Insolvenz einzelner Sparkassen alle Verbindlichkeiten erfüllen können. Die Sparkasse vermittelt Bausparverträge der regionalen Landesbausparkasse, offene Investmentfonds der Deka und Versicherungen der VGH Versicherungen. Im Bereich des Leasing arbeitet die Sparkasse Hannover mit der  Deutschen Leasing zusammen. Die Funktion der Sparkassenzentralbank nimmt die Norddeutsche Landesbank wahr.

## Organisation
Die Sparkasse Hannover ist eine Anstalt des öffentlichen Rechts. Rechtsgrundlagen sind das Niedersächsische Sparkassengesetz und die durch die Region Hannover als Träger der Sparkasse erlassene Satzung. Organe der Sparkasse sind der vierköpfige Vorstand, der vom Verwaltungsrat bestellt wird. Der Vorstand ist verantwortlich für die Geschäftsführung. Der Verwaltungsrat besteht laut Satzung aus 18 Mitgliedern.

### Sparkasse Hannover Gruppe
Die Sparkasse Hannover ist an mehreren Unternehmen beteiligt, die überwiegend als GmbH organisiert sind:
- FacilityServices Hannover GmbH – Gebäudemanagement der Sparkasse Hannover Gruppe und Externen
- Hannover Region Grundstücksgesellschaft Verwaltung II mbH – Immobiliendienstleistungen
- WerteLogistik Nord GmbH – Werttransporte/Papier- und Hartgeldbearbeitung
- Sparkassen FinanzServices Hannover GmbH – Beratung zu Versicherungsgeschäften
- Sparkassen GewerbeImmobilienVermittlung Hannover GmbH – Vermittlung von Gewerbeimmobilien und Kapitalanlagen
- Stiftungsmanagement der Sparkasse Hannover GmbH – Dienstleistungsgesellschaft für sparkasseneigene Stiftungen und Kundenstiftungen

### Partnernetzwerk
- hannoverimpuls GmbH – unterstützt Gründungen und fördert bestehende Unternehmen sowohl finanziell als auch mit Fachwissen
- CountryDesk GmbH – weltweites Netzwerk der deutschen Sparkassen-Finanzgruppe
- Hannover Region Grundstücksgesellschaft GmbH & Co. KG – entwickelt und vermarktet Wohnbau- und Gewerbegrundstücke
- hier.de GmbH & Co. KG – präsentiert Unternehmen auf dem offiziellen Portal der Landeshauptstadt
- NORD Holding Unternehmensbeteiligungsgesellschaft mbH – Produkte für Eigenkapital und eigenkapitalähnliche Mittel
- Altes Rathaus Gastronomie Betriebs GmbH – stellt Räumlichkeiten für Veranstaltungen zur Verfügung

## Stiftungen
Sparkasseneigene Stiftungen
- Stiftung Kulturregion Hannover – fördert die Kultur der Region Hannover
- S-HannoverStiftung – fördert Kultur und Soziales
- Stiftergemeinschaft der Sparkasse Hannover – gegründet 2017, um den Stiftungsgedanken zu fördern und gemeinwohlorientierten Personen eine Dachstiftung für Spenden, Zustiftungen und Treuhandstiftungen zu bieten.

Kundenstiftungen
- Stiftung Staatsoper Hannover – fördert außergewöhnliche Produktionen, Projekte und Maßnahmen der Staatsoper Hannover in den Bereichen Oper, Konzert und Ballett
- Stiftung Niedersächsisches Staatsorchester – unterstützt besondere Konzert- und Orchesterprojekte des Niedersächsischen Staatsorchesters
- Dr. August und Erika Appenrodt-Stiftung – unterstützt gemeinnützige Einrichtungen und Organisationen für kranke Kinder, insbesondere durch medizinische Versorgung, therapeutische und präventive Maßnahmen sowie Forschungsvorhaben